# The Heartbreak Kid (2007)
The Heartbreak Kid is een Amerikaanse komische film uit 2007 onder regie van Peter Farrelly en Bobby Farrelly. De productie is een herverfilming van de gelijknamige film uit 1972.

## Verhaal
Eddie (Ben Stiller) is veertig, vrijgezel en heeft daar geen enkel probleem mee. Zijn vader Doc (Jerry Stiller) en beste vriend Mac (Rob Corddry) denken daar heel anders over en dringen erop aan dat hij eens actie onderneemt voor het te laat is. Vanuit het niets loopt Eddie vervolgens de knappe Lila (Malin Åkerman) tegen het lijf. Een man heeft zojuist haar tas gestolen en Eddie probeert hem tevergeefs tegen te houden. Ze maken een praatje, vertellen elkaar wat ze doen in het dagelijks leven en Eddie geeft haar geld voor de kabeltram.
Een paar dagen later staat Lila in Eddies zaak waarin hij sportkleren verkoopt. Ze is er niet toevallig, maar komt speciaal voor hem, biecht ze op. Ze gaan samen wat drinken en merken dat het klikt. Na zes weken van zoenen en afspraakjes heeft Lila slecht nieuws. Ze moet voor haar werk twee jaar naar Rotterdam. Ze is de enige die gestuurd kan worden. Al haar collega's zijn namelijk getrouwd en getrouwde mensen worden ontzien.
Op advies van zijn vader en Mac vraagt Eddie Lila vervolgens ten huwelijk. Ze trouwen en vertrekken op huwelijksreis naar Mexico. Al in de auto op de heenreis begint het Eddie te dagen dat hij de grootste fout van zijn leven gemaakt heeft. Lila werkt intens op zijn zenuwen, houdt er bizarre seksuele gewoontes op na en haar baan blijkt vrijwilligerswerk. Ze luistert naar niet een van zijn goede adviezen en zit daarom al na de eerste dag door en door verbrand door de zon vast op hun kamer, waarvan Eddie niettemin de schuld krijgt.
Tijdens een van zijn uitstapjes buiten de kamer in zijn eentje komt Eddie de vrijgevochten Miranda (Michelle Monaghan) tegen. Ze is er samen met haar familie en vrijgezel. Het klikt meteen, Miranda lijkt de ware vrouw van zijn dromen. Terwijl Lila geneest van haar brandwonden in de kamer, piept Eddie er steeds vaker tussenuit om leuke dingen te doen met Miranda en haar familieleden, met wie hij het goed kan vinden. Alleen haar neef Martin (Danny R. McBride) vertrouwt hem niet en maakt daar geen geheim van. Bovendien komt de familie een verhaal ter ore over Eddies dode ex-vrouw, een verhaal dat hij verzon toen een tweeling hem irriteerde op de bruiloft van zijn ex-vriendin Jodi (Ali Hillis). Zij zou zijn vermoord door een gek met een ijspriem. Eddie besluit dat hij wil scheiden van Lila om met Miranda te kunnen zijn.

## Rolverdeling
- Carlos Mencia - Tito
- Scott Wilson - Boo
- Polly Holliday - Beryl
- Roy Jenkins - Buzz
- Stephanie Courtney - Gayla
- Lauren Bowles - Tammy
- Amy Sloan - Deborah
- Johnny Sneed - Cal
- Luis Accinelli - Manuel
- Eva Longoria - Consuela

## Trivia
- Vader Doc (Jerry Stiller) en zoon Eddie (Ben Stiller) zijn ook in realiteit vader en zoon.
- Ben Stiller had eerder ook een hoofdrol in There's Something About Mary van de regisserende broers Farrelly.